# Funeralium
Funeralium ist eine 2003 von Jonathan „Marquis“ Théry gegründete französische Funeral-Doom-Band. Der Bandname ist ein aus den Begriffen Funeral (englisch Begräbnis) und Valium gebildetes Kofferwort.

## Geschichte
Jonathan „Marquis“ Théry gründete Funeralium 2003, als Nebenprojekt zu Ataraxie, nachdem er zum Studium nach Paris gezogen war. Mit Ataraxie spielte Théry zu diesem Zeitpunkt Death Doom. Hinzukommend strebte er nach einem extremeren und experimentelleren Klang und forcierte Funeralium als weiteres Bandprojekte, indem er den Ataraxie-Gitarristen Frédéric „Berserk“ Patte-Brasseur und die Heol-Telwen-Musiker „Yskithyrwynn“ als Schlagzeuger sowie Vincent „Toxine“ Buisson als Bassisten lud. Im September 2003 begann die Band zu proben. Im folgenden Jahr schloss Funeralium einen Vertrag mit Band or Be Banged!! zur Veröffentlichung des Demoband Ultra Sick Doom. Das Demo erschien im Juni 2004 und wurde in der Metal-Szene positiv aufgenommen. Das zu diesem Zeitpunkt aufkeimende Interesse an Funeral-Doom-Bands ermöglichte Funeralium Einzel- sowie Festival-Auftritte in Frankreich, Belgien und den Niederlanden, mitunter beim ersten Ashes to Ashes Doom to Dust Fest in Tilburg. Laut Patte-Brasseur entstand in dieser Zeit in den Niederlanden und Belgien eine Extreme-Doom-Gemeinschaft, die Konzerte und Festivals miteinander organisierte, zu welcher Funeralium gehörte.

„Wir lernten uns alle schnell kennen, gründeten eine Art Extreme-Doom-Community und organisierten viele Gigs, hauptsächlich in den Niederlanden und Belgien. Weil wir während dieser ersten Auftritte nur unser Demo hatten erschien es uns Notwendig, dass wir bald unser erstes Album aufnahmen.“

Um die Veröffentlichung des selbstbetitelten Debüts bemühten sich Totalrust Music und Ostra Records. Das im Oktober 2007 erschienene Album polarisierte die Rezensenten. Selbst wohlwollende Stimmen räumten ein, dass das Album Musik präsentiere „die man nicht oft hört, sich dann aber dem kranken Sound voll hingibt.“ Dem Gegenüber merkten kritische Stimmen an, die erste Hälfte des Albums sei „nicht originell genug, um sich von den Prototypen, den Originalen abzuheben.“ Die Zeit nach der Veröffentlichung wurde von mehreren personellen Problemen der Band geprägt. Die Gruppe stellte alle Aktivitäten vorübergehend ein. „Yskithyrwynn“ und Patte-Brasseur verließen Funeralium. Während „Yskithyrwynn“ durch Thomas „A. D. K ’shon“ Rugolino ersetzt wurde, blieb die Funktion des zweiten Gitarristen vorerst vakant. Dem Gegenüber wurde mit Asmael Lebouc ein zweiter Sänger und Bassist in die Band geholt. Kaum nachdem die Band in der neuen Besetzung mit dem Proben begonnen hatte, verließ Buisson Funeralium. An seine Stelle trat Charles Ward in die Band ein. Noch bevor die Band den Schreibprozess zum nächsten Album abgeschlossen hatte, kehrte Patte-Brasseur nach Paris und in die Band zurück.
Das zweite Studioalbum Deceived Idealism wurde ab Dezember 2011 aufgenommen und aufgrund von anhaltend Produktionsverzögerungen 2013 via Weird Truth Productions als Doppel-CD und über Ostra Records als Doppel-LP veröffentlicht. Mit Deceived Idealism konnte Funeralium international überwiegend positive Resonanz verbuchen. Der Albumerfolg ermöglichte der Band weitere Auftritte in Holland, Deutschland, Portugal, England, Belgien und Dänemark.
Of Throes & Blight wurde 2016 als drittes Studioalbum aufgenommen und im darauf folgenden Jahr erneut über Weird Truth Productions sowie als MC über Caligari Records veröffentlicht. Nach den Aufnahmen beendete Rugolino seine Karriere als Musiker und wurde durch den Dark-Ambient-Musiker „RAEV“ ersetzt. Indes erschien Of Throes & Blight im April als Doppel-CD und im Mai als Doppel-MC 2017. Wie die vorherige Veröffentlichung wurde dies Album vielfach gelobt. Dabei wurde Of Throes & Blight als logische und konsequente Fortsetzung des Vorgängers Deceived Idealism beurteilt. Der Rezensent Sean Reveron beurteilte Of Throes & Blight für das Webzine Cvlt Nation und bezeichnete das Album als ein Funeral-Doom-Meisterwerk der ersten Jahreshälfte 2017 neben Backwater von Fuoco Fatuo und Horizionless von Loss. In der Genrespezifischen Jahresbestenliste des Webzines nahm das Album sodann den vierten Platz, hinter Bell Witch, Loss und Usnea ein.

## Stil
Die Musik von Funeralium wird dem Funeral Doom zugeordnet. Mitunter seien dabei Stilelemente des Black- und des Depressive-Black-Metal zu vernehmen. Zur näheren Einordnung werden Gruppen wie Bethlehem, Wormphlegm, Thergothon und Worship als Vergleichsgrößen benannt. Selbst bezeichnet die Gruppe ihren Stil als Ultra Sick Doom und nutzt diverse Verweise auf psychische Krankheiten in den Selbstbeschreibungen und Liedtexten. Thery bezeichnet diese Selbstbezeichnung als Reminiszenz an das Bethlehem-Album Dark Metal. Als wesentliche Einflüsse nennt Thery neben Bethlehem und Thergothon Saint Vitus, Black Sabbath, Cathedral, Abruptum und Burning Witch. Die Stücke werden als „sehr lang und episch“ bezeichnet. Der Instrumentierung wird ein grundsätzlich kraftvoller Klang attestiert. Melodien und Akustikpassagen werden hingegen selten sporadisch im Einklang mit der düsteren Grundatmosphäre genutzt. so wird das Gitarrenspiel als qualvolles, hartes und meist melodieloses Riffing beschrieben. Der Gesang wird überwiegend als gutturales Growling und Screaming präsentiert. Hinzukommend setzt Thery Brüllgesang sowie Flüstern und weitere, sich in die Atmosphäre der Musik fügende, lautmalerische Stimmtechniken ein.

## Diskografie
- 2004: Ultra Sick Doom (Demo, Band or Be Banged)
- 2007: Funeralium (Album, Totalrust Music/Ostra Records)
- 2012: 21st Century Ineptia (Download-Single, Selbstverlag)
- 2013: Deceived Idealism (Album, Weird Truth Productions/Ostra Records)
- 2017: Of Throes and Blight (Album, Weird Truth Productions/Caligari Records)
- 2021: Decrepit (Album, Weird Truth Productions/Caligari Records)